# Lenguas espurias
Las lenguas espurias son lenguas que han sido reportadas como existentes en trabajos respetables, mientras que otras investigaciones han informado que la lengua en cuestión no existía. Se ha documentado que algunas lenguas espurias no existen y su inclusión en listas de lenguas se debió a errores de diferentes tipos. Otros tienen muy poca evidencia que respalde su existencia y han sido descartados en estudios posteriores. Otros todavía tienen una existencia incierta debido a la investigación limitada.
A continuación se presenta una muestra de idiomas que se ha afirmado que existen en fuentes confiables pero que posteriormente han sido refutados o cuestionados. En algunos casos, se rastrea un supuesto idioma y resulta ser otro idioma conocido. Esto es común cuando las variedades de idiomas tienen nombres de lugares o etnias.
Algunos supuestos idiomas resultan ser engaños, como el idioma kukurá de Brasil o el idioma taensa de Luisiana. Otros son errores honestos que persisten en la literatura a pesar de ser corregidos por los autores originales; un ejemplo de esto es hongote, el nombre dado en 1892 a dos listas de palabras coloniales, una de tlingit y otra de una lengua salish, que fueron catalogadas erróneamente como patagónicas. El error se corrigió tres veces ese año, pero no obstante, el "hongote" todavía figuraba como lengua patagónica un siglo después en Greenberg (1987).: 133 
En el caso de Nueva Guinea, una de las áreas con mayor diversidad lingüística de la Tierra, algunos idiomas espurios son simplemente los nombres de las encuestas de idiomas bajo las que se publicaron los datos. Algunos ejemplos son "Mapi, Kia, Upper Digul, Upper Kaeme", que figuran como lenguas del Indo-Pacífico en Ruhlen 1987; estos son en realidad ríos que dieron sus nombres a las encuestas de idiomas en los idiomas del Gran Awyu y las lenguas  ok de Nueva Guinea.

## Idiomas dudosos
Los idiomas dudosos son aquellos cuya existencia es incierta. Incluyen:
- Oropom (Uganda)
- Nemadi (Mauritania)
- Rer Bare (Etiopía) - extinto, si alguna vez existió
- Tapeba Tapeba (Brasil) [tbb][3] – una etnia indígena de reciente creación, no un idioma
- Lenguaje de señas Ladakhi: no hay comunidad para usarlo[4]
- Dek (Camerún)

## Glottolog espurio segúnGlottolog
Glottolog , mantenido en el Instituto Max Planck de Antropología Evolutiva en Leipzig, clasifica varios idiomas, algunos con códigos ISO 639, como espurios / no atestiguados. Éstos incluyen:
- Persa [prp] (un dialecto del Gujarati) y Parsi-Dari [prd] (Zoroastrian Dari) – una etnicidad, no un idioma
- Adabe [adb] – un dialecto de wetarese, tomado por una lengua de Papúa[5]
- Tupiniquim – el pueblo que hablaba tupí antiguo.
- !Khuai – por una lista de vocabulario mal etiquetada /xam confundido con otras lenguas !ui.
- Chamari [cdg], una casra, no una lengua.
- Judeo-bereber [jbe] – Los bereberes judíos no hablan de manera diferente a los bereberes musulmanes[6]
- Pisabo [pig] – se informa que es mutuamente inteligible con el idioma matsés, por lo que no se puede afirmar que haya sido un idioma separado.

También algunos nombres étnicos aeta sin memoria cultural de una lengua extinta:
- Sorsogon Ayta [ays]
- Tayabas Ayta [ayy]
- Villa Viciosa Agta [dyg]

Otros códigos ISO que Glottolog considera espurios, porque no son un idioma distinto, son polifiléticos (no son un solo idioma) o no se ha demostrado que existan, incluyen:
- El guajajara [gub] - mutuamente inteligible con el tenetehara [tqb]
- El norra [nrr][8]
- El ashéninka [cpy][9]
- El moabita [obm],[10] el ammonite [qgg], y el edomita [xdm][11] que no serían más que variantes del hebreo antiguo.
- Syenara [shz][12] y el supyire [seb]
- El "cauca" [cca] – se presume que es del Valle del Cauca, pero no se conoce ese idioma, a menos que no se haya demostrado quimbaya
- El agaria [agi] (un término étnico ambiguo; todas las variedades ya están cubiertas por ISO)
- El kpatili [kym] – supuestamente el idioma original de la gente de Kpatili, que ahora habla Gbayi, pero ninguno de esos idiomas no está certificado.
- El farsi noroccidental [faz] todos los posibles candidatos en el área ya tienen códigos ISO

Ir [irr], 
Skagit [ska], 
Snohomish [sno], 
Ahirani [ahr], 
Pokangá [pok], 
Chetco [ctc], 
Arakwal [rkw], 
Anasi [bpo], 
Yarí* [yri], 
Yola [yol], 
Seru* [szd], 
Gowli [gok], 
Mina (India) [myi], 
Degaru* [dgu], 
Bubia [bbx], 
Gbati-ri [gti],
Tetete* [teb], 
Kannada Kurumba [kfi], 
Vatrata* [vlr], 
Kofa* [kso], 
Old Turkish [otk], 
Tingui-Boto* [tgv], 
Imeraguen [ime], 
Yauma [yax], 
Rufiji [rui], 
Ngong [nnx], 
Dombe [dov], 
Subi* [xsj], 
Mawayana* [mzx], 
Kwak [kwq], 
Potiguára* [pog], 
Coxima* [kox], 
Chipiajes* [cbe], 
Cagua* [cbh], 
Kakauhua(*) [kbf], 
Yangho* [ynh], 
Takpa* [tkk], 
N'Ko(*) [nqo], 
Sara Dunjo [koj], 
Putoh [put], 
Bainouk-Samik [bcb], 
Kamba (Brazil)* [xba], 
Bikaru-Bragge* [bic], 
Baga Binari(*) [bcg], 
Baga Sobané(*) [bsv], 
Ontenu* [ont], 
Baga Kaloum(*) [bqf], 
Munda [unx], 
Aduge* [adu], 
Khalaj** [kjf], 
Buso* [bso], 
Uokha* [uok], 
Ihievbe* [ihi], 
Coyaima* [coy], 
Natagaimas* [nts], 
Odut* [oda], 
Quechua chileno [cqu], 
Quetzaltepec Mixe [pxm], 
Kang [kyp], 
Thu Lao [tyl], 
Pu Ko* [puk], 
Gey(*) [guv], 
Kakihum* [kxe], 
Bonjo* [bok], 
Katukína* [kav], 
Lui(*) [lba], 
Lama (Myanmar)(*) [lay], 
Inpui Naga* [nkf], 
Puimei Naga* [npu], 
Purum(*) [pub], 
Welaung* [weu], 
Lumba-Yakkha* [luu], 
Phangduwali [phw] / Lambichhong* [lmh], 
Lingkhim(*) [lii], 
Tamang noroccidental(*) [tmk], 
Tamang suroccidental [tsf], 
Kayort* [kyv], 
Loarki [lrk], 
Con [cno], 
Gengle [geg], 
Kuanhua* [xnh], 
Yarsun [yrs], 
Kabixí* [xbx], 
Vasekela Bushman [vaj], 
Maligo [mwj], 
Pao [ppa], 
Bhalay [bhx] / Gowlan* [goj], 
Balau* [blg], 
Kuku-Mangk [xmq], 
Buya* [byy], 
Aramanik [aam], 
Mediak [mwx], 
Kisankasa [kqh], 
Nisu suroccidental[*¿son válidos?] [nsv], 
Tawang Monpa* [twm], 
Adap [adp], 
Lolopo meridional [ysp], 
Lalu oriental [yit], 
Ndonde Hamba* [njd], 
Lang'e* [yne], 
Lopi* [lov], 
Laopang [lbg], 
Kunggara [kvs], 
Hmong [cqd], 
Palikur* [kgm]

## Lenguas espurias según Ethnologue e ISO 639-3
A continuación se muestra una lista de ISO 639-3 códigos de idioma que se han retirado desde que se estableció la norma en 2006, ordenados por año en el que se presentó la solicitud de cambio; en la mayoría de los casos, la jubilación real entró en vigor a principios del año siguiente. También se incluye una lista parcial de idiomas (con sus códigos SIL) que aparecieron en algún momento en Ethnologue pero fueron eliminados antes de 2006, ordenados por la primera edición en la que no aparecieron.
La lista incluye códigos que se han eliminado de ISO 639-3 o idiomas eliminados de Ethnologue porque el idioma aparentemente no existe y no se puede identificar con un idioma existente. La lista no incluye casos en los que el "idioma" resulta ser una variante ortográfica de otro idioma o el nombre de una aldea donde se habla un idioma ya conocido; estos son casos de duplicados, que se resuelven en ISO 639-3 mediante una fusión de código. Incluye "idiomas" para los que no hay evidencia o que no se pueden encontrar. (En algunos casos, sin embargo, la evidencia de la inexistencia es una encuesta entre la población actual del área, que no identificaría idiomas extintos como el idioma ware a continuación).
Los códigos SIL están en mayúsculas; Los códigos ISO están en minúsculas. Una vez retirados, los códigos ISO 639-3 no se reutilizan.  Los códigos SIL que se retiraron antes de 2006 pueden haber sido reutilizados o pueden haber reaparecido como códigos ISO para otros idiomas.

### Eliminadas de Ethnologue, 12a ed., 1992
- Itaem (PNG) [ITM]
- Marajona (Brazil) [MPQ]
- Nemeyam (PNG) [NMY]
- Nereyama, Nereyó (Brazil) [NRY]
- Numbiaí (Orelha de Pau) [NUH]
- Oganibi (PNG) [OGA]
- Tijuana Sign Language (Mexico) [TJS] – agregado a Ethnologue 1988 por error debido a un malentendido, eliminado en 1992. No hay evidencia de que haya existido.
- Tyeliri Senoufo [TYE] – Los Tyeliri son una casta de trabajadores del cuero y no tienen su propio idioma.
- Wagumi [WGM]
- Zanofil – nombre de un grupo étnico que habla Yonggom [yon]

### Eliminada de Ethnologue, 13.ª ed., 1996
- Bibasa (PNG) [HE]

### Eliminadas de Ethnologue, 14.ª ed., 2000
- Alak 2 [ALQ] – un fragmento mal etiquetado de una lista de palabras[14]
- Dzorgai [DZI], Kortse [KBG], Pingfang [PFG], Thochu [TCJ], Lofuchai (Lophuchai) [LFU], Wagsod [WGS] – nombres antiguos para las lenguas qiang, algo de correspondencia incierta con nombres actualmente reconocidos.
- Hsifan [HSI] – un nombre étnico para las personas que hablan una variedad de lenguas qiangic o lenguas rGyalrong
- Lenguaje de señas pidgin escandinavo SPSL [SPF]: contacto normal entre idiomas, no un pidgin establecido
- Wutana (Nigeria) [WUW] - un nombre étnico

### Eliminadas de Ethnologue, 15a ed., 2005
- Jiji [JIJ][15]
- Kalanke [CKN][16]
- Lewada-Dewara [LWD], incl. Balamula/Mataru[17]
- Lowland Semang [ORB][18] (aunque otros idiomas sin códigos ISO, como Wila', también se denominan Lowland Semang)
- Mutús [MUF][19]
- Nchinchege [NCQ][20]
- Nkwak [NKQ][21] – igual que el Tanjijili? También un posible sinónimo de Kwak (retirado en 2015)
- Oso (Fungom meridional) [OSO][22]
- Rungi [RUR][23]
- Wamsak [WBD][24]

### Retiradas en 2006
- Miarrã [xmi] – sin atestiguar[25][26]
- Atuence [atf] – un nombre de pueblo antiguo[27]
- Criollo Amapá [amd][28]

### Retiradas en 2007
- Amikoana (Amikuân) [akn][29]
- Land Dayak [dyk] – nombre de la familia del idioma, no idioma individual[30]
- Ware [wre][31] – Ware está catalogado como extinto en Maho (2009). Cuando un equipo de SIL en Tanzania no pudo encontrar ninguna evidencia de que se hablara, el código fue retirado.
- Bahau River Kenyah [bwv], Kayan River Kenyah [knh], Mahakam Kenyah [xkm], Upper Baram Kenyah [ubm] – Cualquier uso actual es probable idioma kenyah kelinyau [xkl] o Uma' Lung [ulu]

### Retiradas en 2008
- Aariya [aay]
- Papavô [ppv] – nombre dado a varios grupos aislados
- Amerax [aex] – jerga carcelaria
- Europanto [eur] – una burla
- Garreh-Ajuran [ggh] (Borana & Somali)
- Sufrai [suf] – dos idiomas, Tarpia y Kaptiau, que no están cercanos[25]

### Retiradas en 2010
- Ayi (China) [ayx]
- Dhanwar (India)
- Mahei [mja]

### Retiradas en 2011
- Palu [pbz]
- Pongyong [pgy]
- Elpaputih [elp] – podría ser cualquiera de los dos idiomas existentes

### Retiradas en 2012
- Malakhel [mld] – probablemente Ormuri
- Maninka [myq] – genérico
- Wirangu-Nauo [wiw] – las dos variedades que no forman una unidad[32]

### Retiradas en 2013
- Gugu Mini [ggm] – un nombre genérico
- Maskoy Pidgin [mhh] – nunca existió
- Emok [emo] – nunca existió
- Yugh [yuu] – duplicado del Yug [yug]
- Lamam [lmm}] – duplicado del Romam [rmx]

### Retiradas en 2014
- Mator-Taygi-Karagas [ymt] – duplicado de Mator
- Lenguaje de signos Yiddish[33]
- The [thx] – duplicado de Oy
- Imraguen (Mauritania) [ime]
- Borna (Eborna) [bxx] – quizás una variedad de Boma (Eboma)[34]
- Bemba [bmy] – un nombre tribal
- Songa [sgo] – un nombre tribal
- Daza [dzd]
- Buya [byy]
- Kakauhua [kbf] – Kakauhua/Caucahue es un etnónimo, lenguaje no certificado - ver lenguas alacalufanas
- Subi [xsj] – duplicado de Shubi [suj], pero esa decisión se revocó en 2018, lo que devolvió [xsj][35]
- Yangho [ynh] – no existe
- ǂKxʼaoǁʼae [aue] – dialecto del Juǀʼhoan [jtz][36]

### Retiradas en 2015
- Bhatola [btl]
- Cagua [cbh]
- Chipiajes [cbe] – un apellido Saliba y Guahibo
- Coxima [kox]
- Iapama [iap] – no contactado, y probablemente uno de los idiomas vecinos
- Kabixí [xbx] – nombre genérico para  Parecis, Nambiquaras o cualquier grupo hostil (ver idioma Cabixi para un uso específico)
- Runa [rna]
- Savara (Dravidian) [svr]
- Xipináwa [xip][37]
- Yarí [yri]

Y varias lenguas arawakas supuestas extintas de Venezuela y Colombia:
- Cumeral [cum]
- Omejes [ome]
- Ponares [pod] – un apellido Sáliba, quizás solo  Piapoco o  Achagua[38]
- Tomedes aka Tamudes [toe]

Los idiomas y códigos adicionales se retiraron en 2015, debido a la falta de evidencia de su existencia, pero no eran necesariamente falsos como idiomas.

### Retiradas en 2016
- Lua' [prb][39]
- Lengua de señas rennellese [rsi] – un sistema de señas hogareñas, no un idioma completo[40]
- Rien [rie][41]
- Shinabo [snh][42]
- Pu Ko [puk] – no hay evidencia sustancial de que el idioma haya existido alguna vez.

### Retiradas en 2017
- Lengua de señas de Lyon [lsg][43]
- Mediak [mwx][44]
- Mosiro [mwy] – un nombre de clan[45]

### Retiradas en 2018
- Lui [lba][46]
- Khlor [llo] – duplicado de Kriang [ngt][47]
- Mina (India) [myi] – Meena, una tribu y un nombre de casta en la India[48]

### Retired 2019
- Arma [aoh][49]
- Tayabas Ayta [ayy][50]
- Criollo árabe babalia [bbz][51]
- Barbacoas [bpb][52]
- Cauca [cca][53]
- Chamari [cdg][54]
- Degaru [dgu][55]
- Karnic oriental [ekc][56]
- Khalaj [kjf][57]
- Lumbee [lmz][58]
- Palpa [plp][59]
- Tapeba [tbb][60]

### Retirada en 2020
- Bikaru [bic][61]

### Retirada en 2021
- Warduji [wrd]